# Кубок Лугано 1967
Финал 4-го Кубка Лугано — Кубка мира по спортивной ходьбе прошёл 15 октября 1967 года в Бад-Зарове (ГДР). Мужчины боролись за командный приз, который получала лучшая сборная по итогам заходов на 20 и 50 км.
Три сильнейшие команды предыдущего розыгрыша Кубка, а также представители неевропейских стран получили прямой допуск в финал. Оставшиеся места разыгрывались в предварительном раунде соревнований, который прошёл в различных городах в августе — сентябре 1967 года.
На старт вышли 48 ходоков из 8 стран мира. Каждая команда могла выставить трёх спортсменов в каждый из заходов. В зачёт Кубка Лугано у каждой сборной шли результаты всех участников на обеих дистанциях (очки спортсменам начислялись в зависимости от занятого места).
В 1967 году в соревнованиях впервые приняла участие сборная СССР. Дебют получился успешным: одна индивидуальная победа (Николай Смага в ходьбе на 20 км), ещё два представителя на подиуме и итоговое второе место в командном зачёте.

## Предварительный раунд
Соревнования предварительного раунда прошли в августе — сентябре 1967 года в двух городах: французском Доле и датском Копенгагене. В финал проходили по две лучшие команды из каждого турнира.
От участия в предварительном раунде были освобождены ГДР, Великобритания, Венгрия, США и ЮАР. Все эти страны получили прямые путёвки в финал.
| Место | Команда   | Очки |
| ----- | --------- | ---- |
| 1     | Италия    | 75   |
| 2     | ФРГ       | 65   |
| 3     | Франция   | 41   |
| 4     | Швейцария | 37   |
| 5     | Бельгия   | 22   |

| Место | Команда      | Очки |
| ----- | ------------ | ---- |
| 1     | СССР         | 86   |
| 2     | Швеция       | 60   |
| 3     | Чехословакия | 37   |
| 4     | Болгария     | 34   |
| 5     | Дания        | 23   |

## Расписание
| Дата            | Заход         |
| --------------- | ------------- |
| 15 октября 1967 | 20 км мужчины |
| 15 октября 1967 | 50 км мужчины |

## Медалисты
Сокращения: WR — мировой рекорд | AR — рекорд континента | NR — национальный рекорд | CR — рекорд соревнований
| Дисциплина              | Золото | Золото    | Серебро | Серебро   | Бронза | Бронза   |
| ----------------------- | --- | --------- | --- | --------- | --- | -------- |
| 20 км                   | Николай Смага СССР                                                                                         | 1:28.39   | Владимир Голубничий СССР                                                                                                  | 1:28.58   | Рон Лэрд США                                                                                               | 1:29.13  |
| 50 км                   | Кристоф Хёне ГДР                                                                                           | 4:09.09   | Петер Зельцер ГДР | 4:11.40   | Александр Щербина СССР                                                                                     | 4:13.07  |
| Кубок Лугано (20+50 км) | ГДР · Герхард Шперлинг · Петер Френкель · Ханс-Йоахим Патус · Кристоф Хёне · Петер Зельцер · Курт Заковски | 128 очков | СССР · Николай Смага · Владимир Голубничий · Геннадий Солодов · Александр Щербина · Сергей Бондаренко · Игорь Делла-Росса | 107 очков | Великобритания · Питер Фулладжер · Джон Уэбб · Рональд Уоллворк · Дон Томпсон · Рэй Миддлтон · Шон Лайтмен | 104 очка |